# Aleš Höffer
Aleš Höffer (9 dicembre 1962 – 14 dicembre 2008) è stato un ostacolista cecoslovacco.

## Palmarès

### Europei indoor
- 1 medaglia:
  - 1 oro (Budapest 1988 nei 60 metri ostacoli)